# Chicago Daily News
Ne doit pas être confondu avec Chicago Daily Journal ou Chicago Daily Times.
Pour les articles homonymes, voir Daily News.
Le Chicago Daily News était un journal quotidien grand format publié entre 1875 et 1978 à Chicago, dans l'État de l'Illinois, aux États-Unis. Le Chicago Daily News a obtenu le prix Pulitzer à treize reprises.

## Histoire
Le Daily News a été fondé en 1875 par Melville E. Stone et a commencé à être publié au début de l'année 1876. Il s'est efforcé de séduire un large public en contraste avec son principal concurrent, le Chicago Tribune, qui est depuis de nombreuses années le journal le plus influent parmi les élites de la ville, le Daily News se vantait d'avoir un prix plus abordable en kiosque,,.

### Comme journal indépendant
Durant le mandat de longue date du propriétaire et éditeur Victor F. Lawson, le Chicago Daily News était pionnier dans certains domaines de l'information, ouvrant l'un de ses bureaux à l'étranger, se hissant au premier rang des quotidiens américains en 1898. En 1899, le Daily News est rejoint par Luther D. Bradley, un illustrateur et caricaturiste politique qui y travailla jusqu'à sa mort en 1917. Bradley fut connu pour son antimilitarisme et pour s'être opposé à l'intervention des États-Unis à la Première Guerre mondiale,,. Deux jours après sa mort, un dessin de John T. McCutcheon est publié en son hommage sur la première page du Chicago Tribune. Cartoons by Bradley, une collection de son travail ainsi que les hommages du Daily News est publiée en mars 1917.
En 1912, le Daily News fait partie d'une coopérative de quatre journaux, dont le New York Globe, le Boston Globe et le Philadelphia Bulletin, pour former le syndicat Associated Newspapers.
En 1922, le Chicago Tribune, son rival, a commencé à expérimenter ses nouvelles par le biais de la station de radio KYW (AM), propriété de la Westinghouse Electric Company. Le Daily News a conclu un partenariat avec le "Foire Department Store" pour lancer une nouvelle station, la WGU (AM), qui finit par être renommée en WMAQ-AM. Le journal devrait finalement prendre la pleine propriété de la station et absorber sa rivale WQJ (AM). Le Chicago Tribune a acheté WDAP et WJAZ pour former WGN-AM afin de continuer à diffuser ses nouvelles en radio. La même année, Lawson a créé l'une des premières rubriques consacrées à la radio. Il a également introduit de nombreuses innovations dans les opérations commerciales, notamment dans la promotion des journaux, les petites annonces et la syndication d'articles d'actualité, de feuilletons et de bandes dessinées.
En 1929, le Daily News a emménagé son siège au 400 West Madison Street dans le quartier du Loop, dans un bâtiment flambant neuf de 26 étages appelé le « Chicago Daily News Building »,. Conçu par le cabinet d'architectes Holabird and Root, l'immeuble de style Art déco est devenu un Chicago Landmark (CL), un titre accordé par la ville de Chicago pour assurer une protection aux bâtiments et autres lieux historiques au patrimoine municipal (l'immeuble se nomme aujourd'hui le « Riverside Plaza »). Celui-ci arborait une peinture murale de John W. Norton représentant le procédé de la production des journaux.
En 1931, le Daily News a vendu WMAQ à NBC. À son apogée en tant que journal indépendant, entre les années 1930 et 1950, le Daily News était largement syndiqué et s'enorgueillissait d'une couverture de premier ordre dans les informations en provenance de l'étranger. Henry Justin Smith, rédacteur en chef du  Daily News durant les années 1920, s'est fait connaître par son style d'écriture distinctif. Son style est devenu la marque de fabrique du journal : « Depuis des générations » comme le dit Wayne Klatt dans Chicago Journalism, A History : « les journalistes furent encouragés d'écrire sur le modèle de Charles Dickens, mais le Daily News demanda à son personnel de présenter les faits dans de courts paragraphes convaincants, ce qui obligea ses rivaux [dont le Chicago Tribune] à faire de même ».

### Les journaux Knight et l'entreprise Field

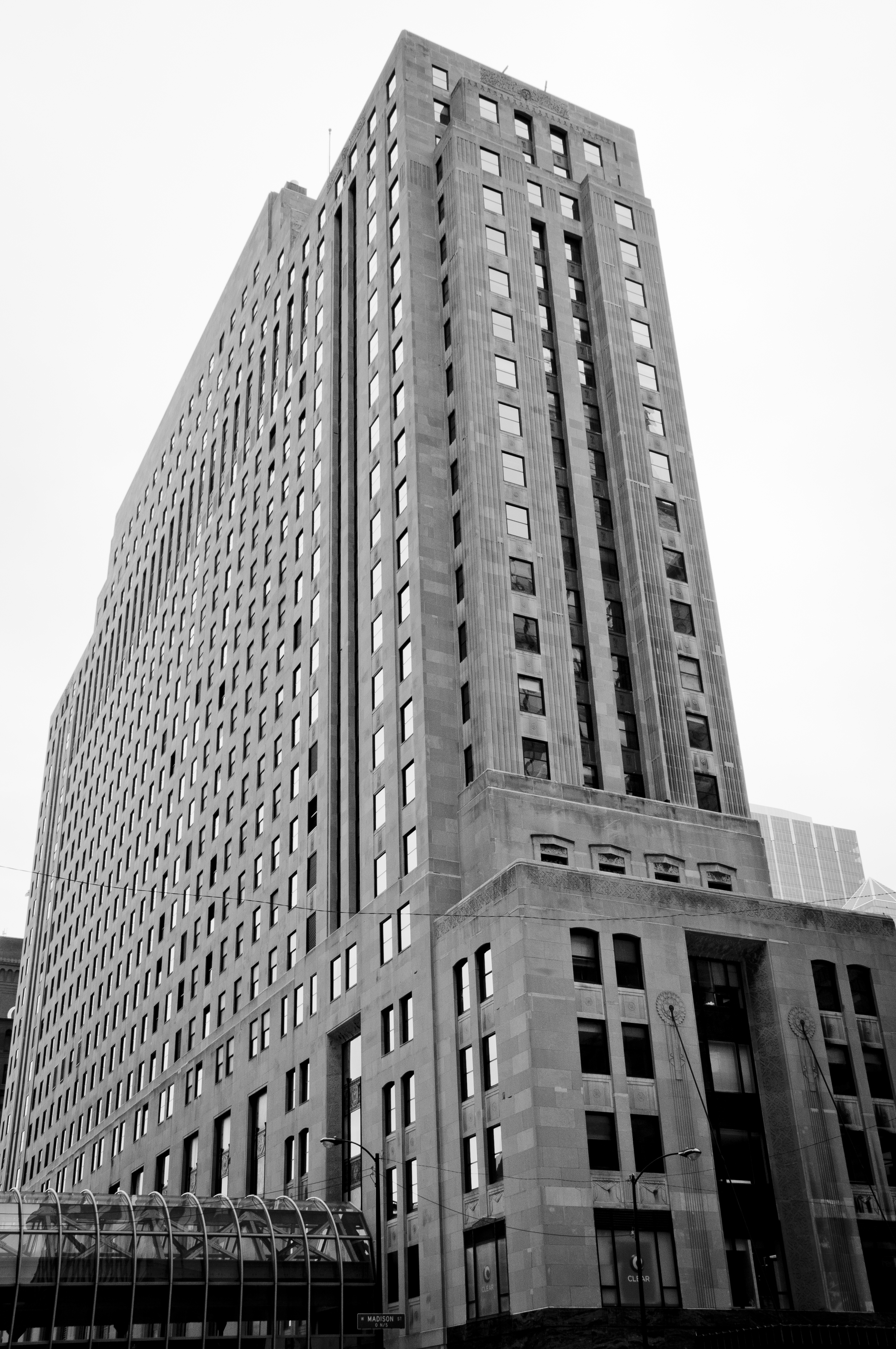
Le Daily News Building.

Après une longue période d'appropriation par Knight Newspapers (plus tard, Knight Ridder), le journal fut acquis en 1959 par l'entreprise Field Enterprises, Inc. de Marshall Field. Field déjà propriétaire du matin du Chicago Sun-Times a emménagé le Daily News dans le bâtiment Sun-Times sur North Wabash Avenue.
Quelques années plus tard, Mike Royko devint le chroniqueur du journal et atteint rapidement une renommée locale et nationale. Toutefois, les premières années ont été essentiellement une période de déclin pour le journal, en partie à cause de la mauvaise gestion, ainsi que des changements démographiques. La publication des quotidiens l'après-midi avait fortement diminué avec l'essor de la télévision et des journaux du centre-ville.
En 1977, le Daily News a rafraîchi l'ensemble de la présentation de son journal dans le but d'accroître son attrait auprès des jeunes lecteurs et lectrices, mais les changements n'ont pas inversé le déclin continu de la publication. Le Chicago Daily News a publié sa dernière édition le samedi 4 mars 1978. Il y a eu une tentative ultérieure pour le publier tous les après-midis, par une société appelée EUR Publishing Co. Inc basée à Rosemont, en banlieue proche de Chicago. Le journal est retourné dans la publication d'une édition week-end du 4-5 août 1979. Cette dernière tentative ayant échoué, le journal a définitivement fermé quelques mois plus tard.
En 1984, Weston a vendu ses droits sur la marque Chicago Daily News à l'homme d'affaires, magnat des médias et milliardaire d'origine australienne Rupert Murdoch, alors propriétaire et éditeur du Chicago Sun-Times.
Le siège du Daily News et du Sun-Times était situé au 401 North Wabash Avenue avant que le bâtiment ne soit démoli. Il est aujourd'hui le site de la Trump International Hotel and Tower, gratte-ciel appartenant au multimilliardaire américain et 45e président des États-Unis Donald Trump.

## Prix Pulitzer
Le Chicago Daily News a reçu le prix Pulitzer à treize reprises :
1. Prix Pulitzer du reportage local (1925)
2. Prix Pulitzer de la correspondance (1929)
3. Prix Pulitzer de la correspondance (1933)
4. Prix Pulitzer du dessin de presse (1938)
5. Prix Pulitzer du reportage local (1943)
6. Prix Pulitzer du dessin de presse (1947)
7. Prix Pulitzer du service public (1950)
8. Prix Pulitzer du reportage international (1951)
9. Prix Pulitzer du service public (1957)
10. Prix Pulitzer du service public (1963)
11. Prix Pulitzer du dessin de presse (1969)
12. Prix Pulitzer du reportage national (1970)
13. Prix Pulitzer du commentaire politique (1972)